# Олініченко Олександр Валерійович
Олініченко, Олександр Валерійович (5 грудня 1978, Харків) — український письменник. Відомий також під псевдонімом Олександр Шакілов

## Життєпис
Олініченко, Олександр Валерійович народився 5 грудня 1978 у м. Харків. У 1986 пішов до середньої школи № 80 м. Харкова, а у 1996 закінчив її. У тому ж році вступив до ПТУ № 15 м. Харкова, а у 1997 до енергомашинобудувального факультету НТУ «ХПІ» й у 2002 закінчив цей виш, отримавши спеціальність «інженер-конструктор парових турбін для теплових електростанцій». З 2010 професійний письменник-фантаст.

## Творчість
Цікавість до фантастики виявив ще у школі, але писати оповідання почав лише у 1999. Тоді ж почав працювати у великих прозових формах – повісті й роману.
Письменницький дебют Олександра Олініченка відбувся у 2003, коли на сторінках журналу «Рок-Оракул» було надруковано його оповідання «Розподіл». Тоді ж виник і літературний псевдонім, під яким виходили його твори, – Олександр Шакілов.
У 2004-2016 роках оповідання Шакілова видавалися та перевидавалися у журналах та тематичних збірках 49 разів.
Першій роман Шакілова «Професіонали» побачив світ на початку 2005 року та був надрукований за сприянням Андрія Чернецова.
У 2010 році Андрій Левицький запропонував Шакілову взяти участь у літературному проекті «S.T.A.L.K.E.R.». Так був створений цикл про пригоди Макса Края, до якого увійшло 7 романів: «Карателі», «Хазяїн Бурштину», «Земля ветеранів», «Лють янголів», «Полігон», «Ми – мутанти». Працював над цим проектом до 2014 року. Також взяв участь у проекті «Метро 2033», для якого у 2010]] написав роман «Війна кротів».
Тривалий час працював у жанрі бойової фантастики. За підтримки Андрія Левицького у 2011-2012 роках Шакіловим написано й видано 3 романи циклу «Остроги» («Епоха зомбі», «Атака зомбі», «Війна зомбі»). Але письменник працював і у жанрі альтернативної фантастики – свідоцтвом тому є романи «Обережно! Міни!» та «Доки дракони сплять», які були надруковані у 2011 та 2012 роках.
У 2014 році побачила світ антиутопія «Ренегат. Імперія зла». А у 2015 році постапокаліптичний цикл «Земля-3000», який складається на цей час здвох романів – «Нехай загинуть наші вороги» та «Армія древніх роботів».
У 2014 році одеський журнал «РБЖ Азимут» вийшов зі збіркою оповідань Шакілова. Частина накладу була російською мовою, інша – українською.
Твори Шакілова надруковані загальним накладом 350 тис. примірників.

## Нагороди
Лауреат жанрової премії «Кращій фантастичний світ» (2013) конвенту «Срібна стріла».